# Jan Kromkamp
Jan Kromkamp (* 17. August 1980 in Ooststellingwerf-Makkinga) ist ein ehemaliger niederländischer Fußballspieler.

## Karriere

### Verein
Kromkamp begann in Apeldoorn beim Verein AGOVV mit dem Fußballspielen. Sein Debüt als Profispieler gab er am 18. September 1998 im Trikot des Zweitligisten Go Ahead Eagles Deventer. Dort gehörte er gleich in seiner ersten Spielzeit zu den Stammkräften und absolvierte 28 Spiele. Von der Saison 2000/01 bis zur Saison 2004/05 stand er im Kader von AZ Alkmaar in der niederländischen Ehrendivision. Auch dort konnte er sich durchsetzen und zählte zu den Leistungsträgern. In der Saison 2005/06 wechselte er zum FC Villarreal in die spanischen Primera División, wurde aber bereits in der Winterpause im Tausch für Josemi zum FC Liverpool transferiert.
Sein Debüt in der Premier League gab Kromkamp am 7. Januar 2006 beim 5:3 gegen Luton Town im FA Cup. Auf seiner Position stand er in Konkurrenz zu Steve Finnan, konnte sich aber nie richtig durchsetzen. Beim 125. FA-Cup-Finale holte er seinen ersten und einzigen Titel mit den Reds. Am letzten Transfertag vor der Saison 2006/07 wechselte er wieder zurück in die Niederlande zur PSV Eindhoven. Dort fand er zu alter Stärke zurück und konnte 2007 und 2008 die Meisterschaft mit den Rot-Weißen gewinnen. Nach mehreren Verletzungen konnte er jedoch Trainer Fred Rutten in der Saison 2009/10 nicht überzeugen und wurde zur folgenden Spielzeit in die zweite Mannschaft abgeschoben. 2011 wechselte er zurück zu den Go Ahead Eagles, wo er 2013 seine Karriere beendete.

### Nationalmannschaft
Am 18. August 2004 bestritt Kronkamp im Freundschaftsspiel gegen Schweden seine erste Partie in der niederländischen Fußballnationalmannschaft. Vor der Weltmeisterschaft 2006 wurde er zehn weitere Male in der Nationalmannschaft eingesetzt. Anschließend nominierte ihn der niederländische Nationaltrainer Marco van Basten auch für das Turnier, bei dem er jedoch nicht zum Einsatz kam. Es blieb bei elf Länderspielen für die Niederlande.

## Erfolge
- FA-Cup-Gewinner mit FC Liverpool: 2006
- Niederländischer Meister mit PSV Eindhoven: 2007, 2008